# John Dewey
John Dewey (Burlington, 20 ottobre 1859 – New York, 1º giugno 1952) è stato un filosofo e pedagogista statunitense.
È stato anche scrittore e professore universitario. Ha esercitato una profonda influenza sulla cultura, sul costume politico e sui sistemi educativi del proprio paese. Intervenne su questioni politiche, sociali, etiche – come il voto alle donne – e sulla delicata questione dell'ingiusta condanna degli anarchici Sacco e Vanzetti.

## Biografia
Nacque nel 1859 a Burlington (Vermont), dove ricevette l'educazione tipica dei borghesi del tempo. Studiò filosofia all'università del Vermont e alla Johns Hopkins University (Baltimora), dove ricevette una formazione di tipo neohegeliano dal maestro George Sylvester Morris. Oltre che dell'influsso di quest'ultimo, la sua formazione risentì in maniera determinante del contatto con le opere dei due fondatori del pragmatismo: C. S. Peirce e W. James.
Dopo essersi laureato nel 1884, con una tesi sulla psicologia in Kant, Dewey iniziò l'insegnamento universitario, dapprima nelle università del Michigan e del Minnesota, poi in quella di Chicago, dove rimase dal 1894 al 1904. Qui egli fondò nel 1896 la scuola-laboratorio dell'università di Chicago, che è uno dei primi e più riusciti esempi di scuola nuova, cioè di applicazione del metodo pedagogico attivo secondo criteri teorizzati dallo stesso Dewey. Sempre a Chicago, Dewey elaborò i principi dello "strumentalismo", in collaborazione con G.H. Mead e altri che insieme diedero vita a un indirizzo logico-filosofico denominato, appunto, "Scuola di Chicago".
Dal 1904 al 1929 insegnò alla Columbia University di New York e in quegli anni la sua fama di pedagogista, di filosofo, di pensatore sociale si diffuse in tutto il mondo. I viaggi in Cina, Giappone, Turchia, nell'Unione Sovietica (dove si interessò del nuovo sistema scolastico ispirato ai principi della pedagogia marxista) lo convinsero della necessità di profonde riforme politico-sociali nella democrazia americana. A settant'anni, terminato l'insegnamento accademico, Dewey si dedicò ancor più intensamente all'attività politica sforzandosi di dar vita, nel 1929, ad un terzo partito di tendenza progressista, accanto ai due tradizionali partiti americani: in parte tali idee vennero fatte proprie dai democratici rooseveltiani.
Nel 1937 accettò di entrare nella commissione d'inchiesta sui presunti crimini di Trockij
e, dopo un viaggio nel Messico, denunciò le menzogne delle purghe staliniane. Si schierò poi tra gli interventisti durante la seconda guerra mondiale (come già aveva fatto per la prima).

## Pensiero filosofico

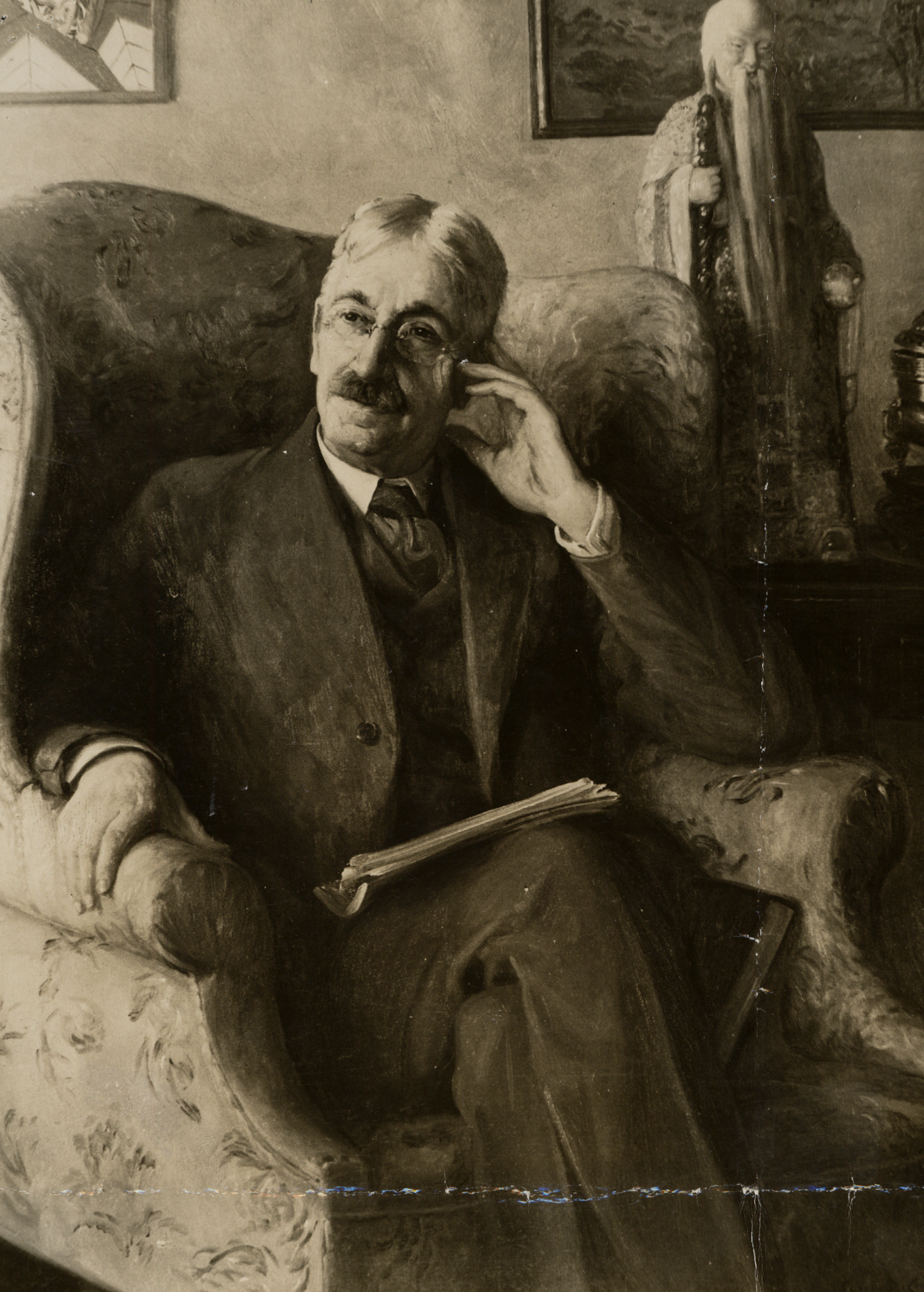
John Dewey.

La formazione di Dewey è stata fortemente influenzata dal pragmatismo americano e dall'evoluzionismo di Darwin: il pragmatismo era una corrente filosofica tipicamente americana secondo la quale la verità si identificava con le esperienze concrete e le operazioni a esse collegate; per i filosofi di questa corrente il pensiero è un processo attivo che dipende da un comportamento e da una credenza.

### Il concetto di esperienza
Lo strumentalismo, così Dewey chiamò il suo pensiero filosofico e pedagogico, si basa su una concezione dell'esperienza come rapporto tra uomo e ambiente, dove l'uomo non è uno spettatore passivo, ma interagisce con ciò che lo circonda. Il pensiero dell'individuo nasce dall'esperienza, quest'ultima intesa come esperienza sociale. L'educazione deve aprire la via a nuove esperienze e al potenziamento di tutte le opportunità per uno sviluppo ulteriore.
L'individuo è in costante rapporto con il suo ambiente, reagisce e agisce su di esso. L'esperienza educativa deve quindi partire dalla quotidianità nella quale il soggetto vive. Successivamente ciò che è stato sperimentato deve progressivamente assumere una forma più piena e organizzata. L'esperienza è realmente educativa nel momento in cui produce l'espansione e l'arricchimento dell'individuo, conducendolo verso il perfezionamento di sé e dell'ambiente. Un ambiente in cui vengono accettate le pluralità di opinioni di diversi gruppi in contrasto tra loro, favorisce lo sviluppo progressivo delle caratteristiche dell'individuo.

#### Esperienza eOutdoor education
Dewey affronta la questione della natura dell’esperienza esaminando il rapporto che intercorre tra la teoria della natura e la teoria dell’esperienza, giungendo alla conclusione per cui l’esperienza conduce alla natura e la natura conduce all’esperienza: tale interrelazione è il risultato della progressione della storia dell’uomo e dello sviluppo delle scienze naturali poiché si è in presenza di una circolarità di carattere esistenziale e storico, non di carattere logico. Esperienza e natura sono un unico processo di vita dell’uomo. Infatti, egli scrive:
(Esperienza e natura, Torino, Paravia, 1948)
L’esperienza raccoglie una realtà completa e la sua natura è la medesima, sia nell’infanzia che nella maturità dell’uomo; l’unica differenza consiste nel periodo di sviluppo della vita del bambino, il quale si realizza attraverso tale processo vitale.
In questo senso, la concezione di esperienza da parte di Dewey contribuì in maniera significativa alla riflessione pedagogica internazionale: è rilevante come l’esperienza della natura e nella natura non sia mai identica ad un’altra ma sia dotata di una specificità che la contrassegna e che persiste come valore educativo se quella stessa esperienza non si disperde, ma diviene tesoro comune da condividere.
Allo stesso modo, l’educazione al rispetto della natura rappresenta uno degli scopi dell’Outdoor education, o educazione all’aperto, quale realtà pedagogica che prevede per l’infanzia una guida ad apprendere modi di essere e di vivere che permettano di salvaguardare il bene-natura del quale tutti siamo parte. Dewey contribuisce ad avvalorare l’educazione svolta all’aperto dal momento in cui concepisce l’esperienza come rapporto tra uomo e ambiente, dove l’uomo è attivo e interagisce con ciò che lo circonda, per cui il pensiero dell’individuo nasce dall'esperienza intesa come esperienza sociale.
Di conseguenza, secondo Dewey è necessario assumere dentro la scuola quell’unità di atteggiamento con la vita che la renda uno spazio di esperienza di vita autentica, per cui dentro la scuola gli alunni devono poter fare esperienza di vita reale affinché la scuola sia vita essa stessa.

### Il ruolo della filosofia
Dewey analizza la condizione di precarietà dell'essere umano, da cui nasce il bisogno sia del trascendente, nelle epoche contraddistinte da un fervore religioso, sia della fiducia nel progresso, nella ragione e nella filosofia, nei periodi laicizzanti. Dewey appare critico nei confronti dei sistemi filosofici tradizionali perché incapaci di scorgere l'interezza della realtà e del mondo e di valutare con obiettività ciò che è imperfetto, disordinato e irrazionale. Una delle soluzioni, secondo l'autore, è rintracciabile nella dottrina dell'evoluzione, recante in sé la speranza del progresso continuo dell'uomo. Il ruolo assegnato alla filosofia è quello di "supervisore", di controllo e di critica delle discipline di studio, con la finalità di rinnovare i valori più che di perseguire la conoscenza di tutto il mondo reale.

### Logica e sviluppo
In una delle sue ultime grandi opere "Logica, teoria dell'indagine" (1938), Dewey si preoccupa di delineare la ricerca, lo studio razionale con i suoi presupposti e le sue finalità, le diversità apparentemente presenti tra i fatti da osservare e le idee, e la loro invece comune natura "operazionale", in quanto operanti entrambi sulla realtà per plasmare il "senso comune" della collettività espresso nel concetto di «warranted assertibility», asseribilità giustificata nel senso che può essere assunta per verità giustificata l'opinione condivisa e comunicata agli altri.
Continuando la sua indagine sugli elementi costituenti il senso della filosofia e della natura dell'uomo, Dewey rintraccia nella coscienza il fulcro di ogni mutamento, nell'insieme di usi e costumi dettato dalla tradizione rileva lo "spirito" della società; nell'eventuale rifiuto propositivo e nel desiderio di iniziativa verso l'"ignoto", delinea l'impulso ai rinnovamenti. Nell'opera "Human Nature and Conduct" critica il determinismo, proponendo un modello di spiegazione che valorizzi la libertà di scelta e il fluire continuo dei mutamenti. Per Dewey il comportamento umano, ovvero l'abito umano come egli lo definisce, è quell'attività umana che è influenzata dall'attività precedente e, in questo senso, è acquisita; che contiene dentro di sé un certo ordine o una certa sistemazione dei minori elementi di azione; che è progettante, dinamica in qualità, pronta per la manifestazione aperta; e che è operativa in qualche forma subordinata e nascosta, anche quando non è attività ovviamente dominante. "Abito", anche nel suo uso ordinario, è il termine che denota più da vicino questi fatti, di ogni altra parola.

### La democrazia

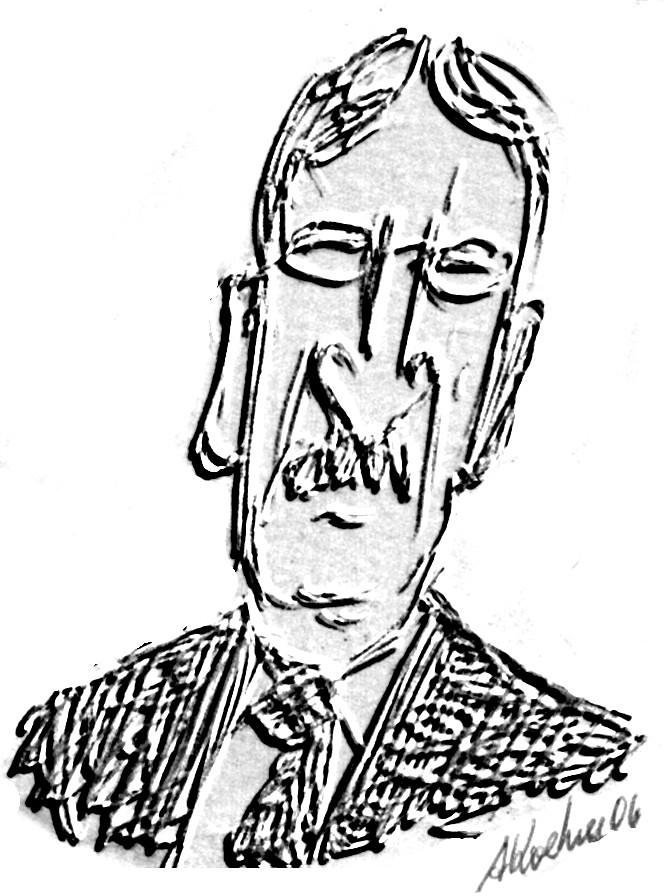
Caricatura di John Dewey

Dewey affronta il concetto di "democrazia" anzitutto nei suoi aspetti culturali, che sviluppa a partire da una personale rilettura dell'opera di Emerson, che Dewey in un articolo del 1903 considera l'autentico "filosofo della democrazia". Da qui deriva una rilettura radicale dell'idea stessa di democrazia.
L'ambiente sociale che Dewey identifica come il mezzo costruttivo per lo sviluppo delle energie individuali è la società democratica. In democrazia, infatti, è richiesta la collaborazione di tutti per il bene della società, in quanto i sistemi democratici hanno il vantaggio di essere in perenne stato di crisi e necessitano, quindi, di una continua disponibilità al cambiamento. Per Dewey, una persona per partecipare ad una Democrazia deve avere questi quattro requisiti:
- alfabetizzazione: secondo l'autore il saper leggere e scrivere poteva fornire le stesse possibilità anche alle classi meno abbienti;
- competenze culturali e sociali le quali portano ad un maggior interesse per la vita pubblica;
- pensiero indipendente, requisito fondamentale della democrazia che non può vivere con un pensiero unico (indottrinamento);
- predisposizione a condividere con gli altri.

Per questi motivi, l'Educazione ha un ruolo preponderante nella creazione della società democratica.

## La scuola e la società
Anche il pensiero pedagogico di Dewey risente degli influssi di Emerson. Dewey applica il suo pensiero filosofico, basato sull'esperienza, all'insegnamento scolastico. Le esperienze non vengono imposte dall'insegnante, ma nascono dagli interessi naturali degli alunni e il compito dell'educatore è quello di assecondare tali interessi per sviluppare attraverso essi il senso della socialità.

### La scuola
La scuola è un'istituzione sociale, che rappresenta la vita attuale. Riprende le attività quotidiane per rendere partecipe il fanciullo delle abitudini della vita familiare e assicurargli un'adeguata integrazione sociale. L'industrializzazione ha allontanato il giovane dalle esperienze di partecipazione al processo lavorativo, per cui la scuola ha il compito di introdurre il lavoro come fattore formativo, al fine di assicurare un'attiva vita in comune e un apprendimento pratico di cose reali.
- La scuola è definita come attiva (attivismo pedagogico) in quanto il bambino, che viene a contatto con una delle difficoltà che il mondo gli pone, tenta di agire su di esso e cerca di reagire alle conseguenze che derivano dalle sue azioni. Il bambino mette in atto le sue strategie, elabora congetture per verificare o falsificare le sue ipotesi.
- La scuola di Dewey è chiamata anche progressiva in quanto l'attività che si svolge al suo interno, presuppone uno sviluppo progressivo. La scuola deve rappresentare per il bambino un luogo di vita: quella vita sociale che deve svilupparsi per gradi, partendo dall'esperienza acquisita in famiglia e nell'ambiente sociale in cui egli vive.

### La suddivisione dell'età evolutiva
Anche Dewey, come la maggior parte dei pedagogisti moderni divide l'età evolutiva in tre fasi:
1. Dai 4 agli 8 anni prevalgono nel bambino gli istinti e i bisogni in modo spontaneo che si manifestano con il gioco e l'attività ludica.
2. Dai 9 ai 12 anni il bambino frequenta la scuola primaria che è basata sul lavoro per permettere al soggetto di acquisire le abitudini culturali della società in cui vive.
3. Dai 12 ai 14 anni all'alunno viene data la possibilità di ampliare le sue conoscenze astratte attraverso lo studio in biblioteca e laboratorio all'interno della scuola media.

## Pensiero politico

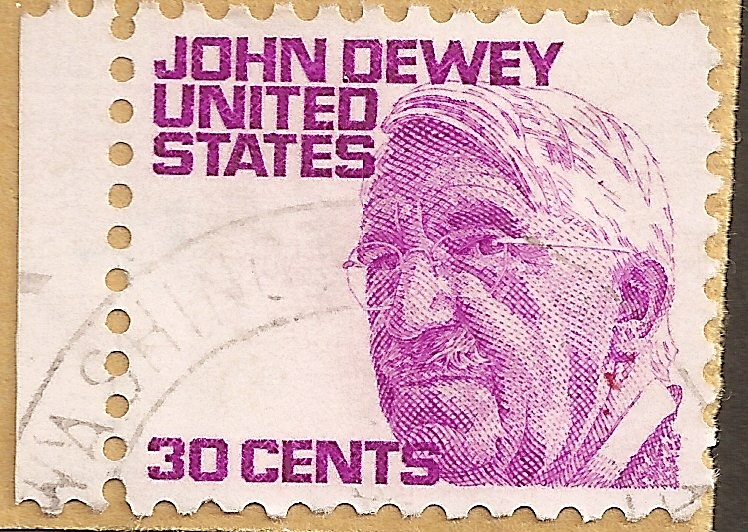
Francobollo da 30 cent raffigurante John Dewey (emesso il 21 ottobre 1968).

È vicino ai radicali americani; ritiene ci si possa realizzare solo in un ordinamento in cui lo Stato interviene. Ha sotto gli occhi la situazione dell'America dopo la Crisi del 1929, in cui fanno fortuna gli speculatori e non gli imprenditori, e in cui non vi è alcun tipo di libera concorrenza: questa società si caratterizza per un'opinione pubblica controllata dai mass-media. Ha di fronte a sé una società liberale che ha disatteso i suoi principi: lo Stato non può lasciar fare da sé, e quando lo ha fatto si è prodotta la società americana a lui contemporanea. L'istanza liberale della libertà individuale può realizzarsi solo mediante il riordinamento pianificato dell'economia.
Il liberalismo, per lui, può superare la propria crisi solo compiendo un salto qualitativo, ossia rinunciando ai postulati liberisti, e conferendo all'autorità pubblica un compito permanente di regolazione di tutte le fasi del ciclo economico nel quadro di uno sviluppo pianificato a fini sociali. La dottrina di non ingerenza dello Stato va quindi superata da una politica di interventi pubblici cui demandare il compito di correggere le condizioni di non libertà insite nei rapporti sociali. Il "nuovo liberalismo" auspicato da Dewey mira a promuovere una forma di organizzazione sociale capace di neutralizzare le minacce illiberali che nascono dall'affermarsi dei grandi potentati economici.
Dewey si occupa anche di studiare cos'è l'uomo e come si deve comportare verso gli altri uomini; l'individuo esiste perché esiste la società: l'individuo per autorealizzarsi non può prescindere dalla società. Dewey scrive nel 1935 "Liberalismo e azione sociale": vi è una divaricazione tra le forze che resistono alla razionalizzazione e al progresso e la cultura aperta all'innovazione e antidogmatica, tale cultura si basa sul continuo scambio tra individuo e società e prende il nome di pluralismo.

## Opere principali
- Il mio credo pedagogico, Roma, Tip. Unione Ed., 1913. (1897)
- La scuola e la società, Catania, Battiato, 1915. (1899)
- Scuola e società, Firenze, La Nuova Italia, 1949. (1899)
- Come pensiamo. Una riformulazione del rapporto fra il pensiero riflessivo e l'educazione, Milano, Raffaello Cortina, 2019. (1910)
- Democrazia e educazione, Firenze, La Nuova Italia, 1949. (1916)
- Ricostruzione filosofica, Bari, Laterza, 1931. (1919)
- Esperienza e natura, Torino, Paravia, 1948; Milano, Mursia, 1990. (1925)
- Conoscenza e transazione, con Arthur Bentley, Firenze, La Nuova Italia, 1974 (trad. it. Enrico Mistretta da Knowing and the Known, Beacon Press, Boston 1949)
- Le fonti di una scienza dell'educazione, Firenze, La Nuova Italia, 1951. (1929)
- La ricerca della certezza. Studio del rapporto fra conoscenza e azione, Firenze, La Nuova Italia, 1965. (1929)
- L'arte come esperienza, Firenze, La Nuova Italia, 1951. (1934)
- Liberalismo e azione sociale, Firenze, La Nuova Italia, 1946. (1935)
- Esperienza e educazione, Milano, Raffaello Cortina, 2014. (1938)
- Logica, teoria dell'indagine, Torino, Einaudi, 1949. (1938)
- Il mio credo pedagogico. Antologia di scritti sull'educazione, Firenze, La Nuova Italia, 1954.
- Logica sperimentale. Teoria naturalistica della conoscenza e del pensiero, Macerata, Quodlibet, 2008. (1900-1916)